# Hyundai KIA A
Bei der Baureihe A handelt es sich um einen Vierzylinder-Dieselmotor mit Direkteinspritzung, Turbolader und zwei obenliegenden Nockenwellen (DOHC) und vier Ventilen pro Zylinder. Die Motoren werden von Hyundai/KIA in Ulsan (Südkorea) gefertigt.
Der Motorblock besteht aus Grauguss, sein Zylinderkopf aus Leichtmetall. Im Motorblock integriert arbeitet eine doppelte Ausgleichswelle (Details hierzu). Motorsteuerung und Einspritzsystem werden von Bosch zugeliefert. Der Motor hat ein Trockengewicht von 263,3 kg in der 140 PS-Version, die 163/170-PS-Varianten wiegen 269 kg.
Die Leerlaufdrehzahl 750/min. Die Kraftübertragung von der Kurbelwelle erfolgt über drei Steuerketten. Je eine davon verläuft zur Nockenwelle, zur Ölpumpe und den Ausgleichswellen. Die Nebenaggregate werden von einem Keilriemen angetrieben. Dieser wird alle 24.000 km geprüft und erst bei Bedarf getauscht.
Die Art der Ventilbetätigung wurde nicht beschrieben, sie enthält jedoch einen Hydrostößel. Sie gleicht damit entweder jener der D- oder jener der Delta-Reihe.
Zur schnelleren Erwärmung des Innenraumes besitzen viele Fahrzeuge mit A-Motoren einen Zuheizer für den Kühlwasserkreislauf. Das Gerät ist an einem leisen Pfeifen oder Brummen nach dem Abschalten des Motors bei kalter Witterung erkennbar. Es ist im Motorraum angebracht und erwärmt durch Verbrennung von Diesel das Kühlwasser zusätzlich. Dadurch erreicht der Motor schneller die Betriebstemperatur und die Heizung des Innenraums ihre Wirkung. Das Bauteil ist wesentlicher Bestandteil einer Standheizung, welche damit kostengünstig nachgerüstet werden könnte. In anderen Dieseln des Herstellers findet sich ein elektrischer Zuheizer im Luftstrom der Innenbelüftung. Er würde einen kompletten Standheizungssatz erfordern, heizt die Innenluft jedoch deutlich schneller.
Obwohl vom Hersteller selbst nicht in Serien eingeteilt, ist neben der Ursprungsfassung eine Überarbeitung der Reihe erkennbar, im Folgenden als Serie 2 bezeichnet.

## Serie 1

### Geschichte
Die A-Reihe stand mit 2,5 L Hubraum genau in der Mitte zwischen D- (bis 2,2 L) und J-Reihe (bis 2,9 L), als sie 2000 als dritte PKW-Dieselreihe des Konzerns startete. Während die D-Reihe zusammen mit VM Motori entwickelt wurde, stammte die J-Reihe von KIA. Die A-Reihe ist damit die einzige aller drei, die vollständig von Hyundai entwickelt wurde. Sie ist zudem, der Name legt es nahe, die erste von Hyundai selbstentwickelte für Diesel-PKW, bei KIA war dies der fast zeitgleich erschienene „J3“ mit 2,9 L Hubraum. Zuvor entstanden in Hyundai-Entwicklung nur Benzinmotoren und großvolumige Nutzfahrzeugdiesel. Der Zusammenschluss mit KIA im Jahr 1999 ist dabei auch der Grund für die trotz ihrer Hubraumnähe eigenständigen, weil unabhängig in den Unternehmen entwickelten beiden Reihen A und J.
Ohne die Fusion wären beide Reihen vermutlich breiter gefächert worden. Während aus der J-Reihe nur der 2,9 L große Motor komfortseitig für PKW-Anwendungen geeignet ist, nimmt diese Rolle im Hyundai-Programm der 2,5L-A-Dieselmotor ein. Die zuvor vorhandenen 2,5 L-Diesel D4BH und D4BF von 1996 basierten auf dem Mitsubishi 4D56. Aufgrund ihrer niedrigen Leistung durch indirekte Einspritzung und geräuschintensiver, hoher Verdichtung waren sie aber ausschließlich für Nutzfahrzeuge geeignet.
Zur Erreichung des Komfortlevels von PKW-Anwendungen übernahm der neue A-Diesel die zwei Ausgleichswellen seiner Vorgänger. Sie rotieren gegenläufig zur Kurbelwelle und reduzieren so Geräusche, deren Ursache Energieverluste im einstelligen PS-Bereich wären, die damit ebenfalls vermieden werden. Er ergänzt diese mit Streben im unteren Bereich des Motorblocks, der vollständige Kapselung der drei Steuerketten, sowie einer Vierpunkt-Motoraufhängung. Um den etwa beim Einsatz in Geländewagen zu erwartenden Lastanforderungen zu genügen, verfügt der Motor zudem über innengekühlte Kolben.
Drei Jahre nach seinem Debüt erhielt der Motor 2004 eine erste Überarbeitung. Das Drehmoment wurde von 314 auf 343 Newtonmetern erhöht und ein neuer Ladeluftkühler verbaut. Dies reduzierte den Verbrauch nach Euro-Norm um zehn Prozent. Zudem wurde im zu diesem Motor gehörenden manuellen Getriebe ein Zweimassen-Schwungrad ergänzt, das die Getriebegeräusche in kleinen Gängen reduziere.

### Einspritzung
Die Direkteinspritzung erfolgt über von oben in den Zylinder reichende Düsen. Die Düsen werden beliefert von einer Kraftstoffleitung für alle Zylinder (Common Rail), in welcher der Diesel mit 250 bis 1360 bar ansteht. Letztere Zahl zeigt, dass es sich um ein System der ersten Generation handelt („CRS1“). Die Einspritzung ist wie schon im ersten PKW-Dieseldirekteinspritzer von 1989 in zwei Stufen unterteilt, was die Laufkultur verbessert, da der Verbrennungsvorgang im Zylinder in die Länge gezogen wird. Zudem verteilen sich kleinere Kraftstoffmengen besser im Zylinder, was zu homogenerer Gemischbildung und damit weniger sauerstoffreichen, stickoxidproduzierenden und sauerstoffarmen, rußproduzierenden Nestern führt. Spätere Diesel steigerten den Druck und die Teileinspritzungen, um die Abgaswerte weiter zu verbessern.

### Schadstoffreduktion
Diese Serie verfügt über keine Rußfilterung oder Stickoxid-Reduktion in der Abgasnachbehandlung. Diese besteht nur aus einem Oxidationskatalysator, welcher aufgrund der hohen Sauerstoffmengen im Abgasvergleich zum Ottomotor den dort üblichen Drei-Wege-Katalysator ersetzt. Die Wirkung des Oxidationskatalysators und der nicht-elektronischen, bis zu 40-prozentigen Abgasrückführung entspricht jener der D-Reihe.
Der Motor erfüllt zwar die Abgasnorm Euro 3, ist aber innerhalb dieser aufgrund des zulässigen Gewichts der von ihm angetriebenen Fahrzeuge der Gruppe III zugeordnet. Damit gleichen die Steuern denen eines Euro 2-Fahrzeugs.
Eine Partikelfilter-Nachrüstung dieser Serie kann zur Erlangung einer grünen Feinstaubplakette führen. Informationen zum jeweiligen Fahrzeug bietet eine Webseite der Vereine TÜV und Dekra, sowie Hyundai mit einer Liste. Hyundai/KIA bietet passende offene Filter an. Funktion und Effizienz dieser offenen Filtersysteme zeigt herstellerbezogen ein Dossier des Umweltbundesamts. Ein geschlossenes System hätte eine komplette Neuabstimmung des Motormanagements nötig gemacht, um die aufwändige Regeneration eines solchen Partikelfilters zu steuern.
Die koreanische Chonnam National University führte 2005 eine Studie mit diesem Motor durch, bei der drei Kraftstoff-Variationen zur Schadstoffreduktion geprüft wurden. Neben einem Standard-Dieselkraftstoff wurden denselbem 15 % Bioethanol beigemischt und drittens zum Bioethanol noch ein Cetan-Verbesserer zur leichteren Selbstzündung des Diesels gemischt. Letzteres Gemisch reduzierte die Nanopartikelanzahl um etwa 35 %, da eine höhere Cetanzahl weniger langkettige Kohlenwasserstoffe bedeutet. Kurzkettige Bestandteile verbrennen vollständiger (vgl. Kasten mit Hinweisen zu Partikeln am Anfang des Artikels). Auf genannte Weise veredelte Kraftstoffe kosten jedoch in der Herstellung mehr und werden meist als Premiummarke an Tankstellen angeboten.

### Turbolader
Alle Motoren der Reihe verfügen über einen Turbolader. Dieser fördert mehr Sauerstoff in den Zylinderraum, als normalerweise einströmen würde, wodurch der Motor mehr Kraftstoff zugeben kann. Dadurch steigert sich die Leistung auf die eines größeren Hubraumes, wobei die Förderleistung mittels Motorsteuerung schon bei geringen Drehzahlen bereitgestellt werden kann. Somit und durch den kleineren Hubraum werden Reibungsverluste verringert, wodurch der Verbrauch unter dem eines turbolosen, größeren Motors liegt. Verwendet wird in dieser ersten Serie ein Garrett GT 1752S. Dieser hat einen Turbinendurchmesser von 17 mm auf der Abgas- und 52 mm auf der Ansaugseite.

## Serie 2

### Einspritzung und Schadstoffreduktion

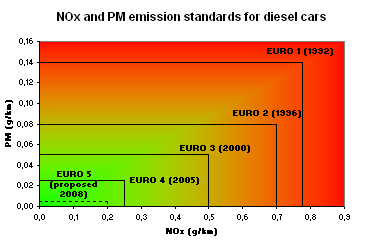
Stickoxid- und Partikelmassegrenzwerte der Euro-Normen für Diesel. Diese Serie erreicht Euro 4, wird aber gewichtsbedingt nach Euro 3 besteuert.

Die zweite Serie startete im März 2006 und verfügt über ein Einspritz-System der zweiten Generation („CRS2“), in dessen Common Rail der Kraftstoff nun mit 300 bis 1600 bar ansteht. Auch die Anzahl der Einspritzungen pro Zündvorgang wurde dabei erhöht, das System erlaubt eine Unterteilung in bis zu acht, die verwendete Anzahl wurde jedoch nicht veröffentlicht. Bei der D-Reihe wurde dasselbe System auf fünf Einzeleinspritzungen eingestellt. Die neu hinzugekommenen Nacheinspritzungen dienen der teilweisen Verbrennung entstandener Rußpartikel. Die Vorteile der Unterteilung verstärken sich mit zunehmender Anzahl der Einspritzungen pro Zündvorgang.
Die Abgasrückführung arbeitet nun elektronisch und damit präziser als in der Vorgängerserie.
Der Motor erreicht durch die Neuerungen die Euro 4-Norm, auch ohne den nur optional angebotenen oder später nachrüstbaren, offenen Partikelfilter. Wie die Vorgängerserie wird aber auch diese aufgrund des zulässigen Gewichts der von ihr angetriebenen Fahrzeuge der Gruppe III innerhalb dieser Norm zugeordnet. Damit gleicht die Besteuerung einem Euro 3-Fahrzeug. 2011 folgte eine Euro-5-Variante mit serienmäßigem Partikelfilter und deutlich reduzierter Verdichtung zur Verbesserung der Laufkultur.

### Turbolader
Bei dieser Serie wechselte der Hersteller auf einen Turbolader mit variabler Geometrie. Dessen Funktion entspricht jenem der R-Reihe.
Verwendet wird ein BorgWarner BV43. Mit diesem begann das südkoreanische Joint-Venture von BorgWarner mit dem Zulieferer Korea Flange Company im März 2005 in der Produktion dieses Turboladers. Spätere Produkte dieser „SeohanWarner Turbo Systems“ sind die Turbolader der J- und S-Motorenreihen. Der Produktionsstandort ist Pyongtaek. Der BV43 gehört zur dritten Generation von variablen Turboladern des Herstellers und wurde 2005 erstmals im Mercedes-Benz A200 CDI verwendet. Die erste Generation fand 2003 Anwendung im Dreizylinderdiesel des Audi A2.
Der mittlere Realverbrauch dieser Serie liegt bei 10,7 l/100 km für Geländewagen und 9,2 für hochbauende Fahrzeuge, bei sparsamer Fahrweise reduziert er sich auf 7,9 und 8,8 l.

## Probleme
Für Sorentos, die bis Sommer 2004 produziert wurden, erfolgte im November 2004 eine Rückrufaktion. Bei dieser wurde die Riemenscheibe der Lichtmaschine getauscht. Über diese läuft der Keilriemen für alle Nebenaggregate, darunter die Lichtmaschine. Deren Riemenscheibe war fehlerhaft und konnte so eventuell den Riemen beschädigen. Wäre dieser defekt, würden die Nebenaggregate nicht mehr angetrieben. Dazu gehören neben der Lichtmaschine die Servopumpen für Lenk- und Bremskraftunterstützung sowie die Wasserpumpe für die Motorkühlung.
Bei den A-Motoren mit 140 PS kam es bei einzelnen Fahrern zum unvermittelten Ausgehen des Motors. Erst nach einer Wartezeit ließen sich die Fahrzeuge wieder starten, häufig ist dann der Fehlercode 1185 oder 1188 hinterlegt. Teilweise fallen auch die Injektoren aus. Beides ist kein Fertigungsproblem, sondern eine Folge nicht eingehaltener Wechselintervalle des Kraftstofffilters (aller 30.000 km) oder mangelnder Spritqualität mit dadurch schneller zugesetztem Filter. Lösen sich kleine Fremdpartikel aus dem Filter, schädigen sie die Injektoren durch den dort vorherrschenden Hochdruck. Die Injektoren sind in der Folge undicht oder setzen aus, ersteres verursacht meist wahrnehmbaren Dieselgeruch im Innenraum oder deutlichen Mehrverbrauch. Ein aussetzender Injektor ist durch unrunden Motorlauf und Leistungsverlust erkennbar. Bei der Lagerung von Diesel in Tanks außerhalb von Tankstellen können sich zudem Bakterien ansiedeln, durch die Ablagerungen an den Injektoren entstehen. Zur Behebung wird vom Hersteller neben einem Tausch der Filter eine aktualisierte Steuersoftware empfohlen.
Vereinzelt ist auch ein defekter Bremslichtschalter Grund für das Ausgehen der Motoren. Dieser befindet sich im Fußraum hinter dem Bremspedal. Er meldet dem Steuergerät das Drücken des Bremspedals, damit das Steuergerät gleichzeitige Gasbefehle übergeht, um ungewolltes Beschleunigen zu vermeiden (beim versehentlichen gleichzeitigen Drücken beider Pedale). Bei Defekt kann der Schalter ein immer gedrücktes Bremspedal melden, worauf die Dieselzufuhr abgestellt wird. Dies betrifft KIA Sorento, die zwischen dem 20. September und 25. Oktober 2006 hergestellt wurden. Die hier verbauten Schalter wurden mittels Rückrufaktion getauscht. Der Defekt kann jedoch wie bei allen Bauteilen vereinzelt auch in anderen Baujahren auftreten. In allen Fällen wird ein eindeutiger Fehlercode (Bremslichtschalter defekt) hinterlegt.
In KIA Sorento mit 170 PS, die bis Februar 2008 produziert wurden, sind die Befestigungsschrauben der Injektoren teilweise nicht nach Herstellervorgabe angezogen worden. In einer Rückrufaktion wurden die Schrauben ersetzt.
Für den A-Motor mit 170 PS ist eine neue Steuersoftware erhältlich, welche die Höchstdrehzahl des Turboladers reduziert, um thermische Spitzenbelastungen zu vermeiden. Die Leistung sinkt damit nicht ab. Die Originalsoftware erlaubte zu hohe Drehzahlen, welche einen Turboladerausfall begünstigen. Die dabei entstehenden Materialpartikel können Folgeschäden im Einspritzsystem verursachen.

## Daten
| Serie | Motorcode | Hubraum (cm³) | Hub × Bohrung (mm) | Leistung bei (1/min)    | Drehmoment bei (1/min)                    | Zylinder | Verdichtung    | Aufladung   | Einspritzung  | Partikel-filter  | Stickoxid-filter |
| ----- | --------- | ------------- | ------------------ | ----------------------- | ----------------------------------------- | -------- | -------------- | ----------- | ------------- | ---------------- | ---------------- |
| 1     | D4CB      | 2497          | 91 × 96            | 140/140/140 1 bei 3800  | 314/314/343 bei 2000/1500-3000/1850       | 4        | 18,0/17,6/17,6 | Turbo       | CRDI 1360 bar | -                | -                |
| 2     | D4CB      | 2497          | 91 × 96            | 110/116/ 136 2 bei 3800 | 343/343 bei 1750-2250 / 392 bei 2000-2500 | 4        | 16,4/ 17,6     | VGT-Turbo 4 | CRDI 1600 bar | Serie / optional | - -              |
| 2     | D4CB-L 3  | 2497          | 91 × 96            | 163 bei 3800            | 392 bei 2000                              | 4        | 17,6           | VGT-Turbo 4 | CRDI 1600 bar | optional         | -                |
| 2     | D4CB      | 2497          | 91 × 96            | 170 bei 3800            | 392 bei 2000-2500                         | 4        | 17,7           | VGT-Turbo 4 | CRDI 1600 bar | optional         | -                |

Trivia: Die ebenso als A-Reihe bezeichneten Motoren des Herstellers Austin Motors wurden von 1950 bis 2001 gefertigt und finden sich beispielsweise im Austin Mini.

## Einsatz
Aufgelistet sind die weltweit verbauten A-Motoren für jedes Modell, nicht in jedem Land werden alle aufgeführten Konfigurationen angeboten.
Hyundai H-1
- H-1
  - D4CB (140 PS): 2002–2006
- H-1 TQ
  - D4CB (110 PS): 2010
  - D4CB (116 PS): 2011-heute
  - D4CB (136 PS): 2008–2009
  - D4CB-L (163 PS): 2008-heute
  - D4CB (170 PS): 2007-heute

KIA Sorento
- Sorento JC
  - D4CB (140 PS): 2002–2008 (ab 2006 nur noch außerhalb Europas, da nur Euro 3 erfüllend)
  - D4CB-L (163 PS): 2006–2008
  - D4CB (170 PS): 2006–2008